# Identitätsorientierte Psychotraumatherapie
Die Identitätsorientierte Psychotraumatherapie (IoPT) bezeichnet ein psychotherapeutisches Interventionsverfahren des Psychotraumatologen Franz Ruppert. Laut Ruppert steht in dessen Fokus die Identitätsentwicklung des Menschen im Kontext seiner frühen Bindungsbeziehungen. Rupperts zugrundeliegende Theorie betrachtet psychische Störungen (sowie daraus resultierende körperliche Erkrankungen) als Folge unterschiedlicher Formen früher Traumatisierungen der menschlichen Psyche. Das unter dieser Bezeichnung seit 2015 entwickelte Verfahren wird in Deutschland, anders als andere psychotherapeutische Verfahren, nicht von den gesetzlichen Krankenkassen finanziert, wie sie in der Psychotherapie-Richtlinie aufgeführt sind. Die Methode ist auch nicht wissenschaftlich durch den Wissenschaftlichen Beirat Psychotherapie anerkannt.
Die Methode darf in Deutschland ohne Heilerlaubnis nicht zur Krankenbehandlung angewendet werden.

## Trauma-Begriff
Nach Ruppert liegt ein Psychotrauma vor, wenn nach einem traumatisierenden Erlebnis eine dauerhafte Spaltung in der Psyche eines Menschen zu beobachten ist. Ruppert unterscheidet strukturell vier Arten von Traumata:

### Existenz-Trauma
Ein Existenz-Trauma entsteht durch eine lebensbedrohliche Situation, in der ein Mensch sich der potentiellen Vernichtung der eigenen Existenz hilflos ausgeliefert erlebt. Das hervorstechendste Symptom bei dieser Traumaart ist die Todesangst, die sich u. a. in Panikattacken symptomatisch zeigen kann.

### Verlust-Trauma
Ein Verlust-Trauma entsteht bei Verlust oder Trennung von Personen, zu denen eine seelische Bindung besteht. Das schwerwiegendste Verlusttrauma ist der frühe Tod der Mutter für ein Kind oder der Tod eines kleinen Kindes für seine Mutter. Das deutlichste Merkmal für Verlusttraumata sind langanhaltende Phasen von Depressionen.

### Bindungstrauma – Symbiosetrauma – Trauma der Liebe
Ein Bindungstrauma entstehe, wenn ein Mensch in dem Bindungssystem, in dem er lebt, zurückgewiesen und abgelehnt wird. Dies könne als Mobbing in einer Schulklasse oder am Arbeitsplatz geschehen. Auch die Ausgrenzung von Menschen mit besonderen ethnischen oder religiösen Merkmalen in einer Gesellschaft könne für sie zu einem Bindungstrauma führen. Als besondere Form des Bindungstraumas hat Ruppert 2010 den Begriff des Symbiosetraumas geprägt. Er sieht hierin das Ur-Trauma eines Menschen, das durch die Frustration der kindlichen Bedürfnisse nach Körperkontakt, Nahrung, Liebe, Zugehörigkeit, emotionaler Zuwendung oder emotionalem Halt entsteht. Das Kind erlebe aufgrund seiner existenziellen Abhängigkeit von seinen primären Bindungspersonen, also in erster Linie von seiner Mutter, Todesangst und Verzweiflung, die sich später in einer Tendenz zu Selbstaufgabe und extremem Rückzug äußern. Laut Ruppert kann auch die Fremdbetreuung eines jungen Kindes im Kindergarten für ein Trauma beim Kind sorgen. Nach Ruppert gehen Formen der unsicheren Bindungen nach Bowlby und Ainsworth (Bindungstheorie) vor allem auf Symbiosetraumata zurück. Symbiosetraumata entstehen aus dem Kontakt eines Kindes mit traumatisierten Eltern. Die Folgesymptome der Bindungstraumata seien vielfältig. Sie umfassen Identitätsprobleme, emotionale Instabilität, Suchtmittelkonsum und süchtige Verhaltensweisen, Verlassenheitsängste und vor allem Beziehungsprobleme.

### Bindungssystemtrauma
Ein Bindungssystemtrauma entsteht, wenn durch schwerwiegende Vorfälle in einem System von Bindungsbeziehungen das gesamte System traumatisiert wird. Dies ist zum Beispiel der Fall bei einem Mord oder schweren Gewalttaten, einer Vergewaltigung oder einem Inzest innerhalb einer Familie. Ausgangspunkt eines Bindungssystemtraumas sei in der Regel, dass sich zwei bindungstraumatisierte Menschen zu einem Paar zusammenfinden. Das Hauptmerkmal des Bindungssystemtraumas sei die Täter-Opfer-Spaltung bei den beteiligten Personen. Jeder trage dann irgendwann Täter- und Opferstrukturen in sich. Auf der Symptomebene können sich Bindungssystemtraumata auch in Psychosen und Schizophrenien ausdrücken.
Dieses strukturelle Modell von verschiedenen Traumaarten hat Franz Ruppert mittlerweile durch den Begriff der Traumabiographie ergänzt. Er geht davon aus, dass ein Kind, das von seinen Eltern nicht gewollt ist, ein Trauma der Identität erleidet. D. h. um da sein zu können, spaltet das Kind sein eigenes Ich und seinen eigenen Willen ab und passt sich an die Erfordernisse seiner Eltern an. Es gerät dadurch in den nächsten Traumabereich, das Trauma der Liebe. Von sich selbst abgespalten, versucht das Kind, Liebe von seinen Eltern zu bekommen, die, weil selbst traumatisiert, ebenfalls nicht bei sich sind. So entstehen symbiotische Verstrickungen zwischen Eltern und Kindern, bei denen es weder die gewünschte Nähe gibt, noch besteht die Möglichkeit, sich voneinander auf eine konstruktive Weise abzugrenzen. Der ungesättigte Hunger nach emotionaler und körperlicher Nähe bildet dann wiederum den Nährboden für das Trauma der Sexualität. Sexualität wird von den Erwachsenen benutzt, die eigenen frustrierten Nähe- und Liebesbedürfnisse mit einem Kind zu befriedigen, und die Kinder tolerieren das, weil sie auf diese Weise zumindest auch etwas Nähe und Aufmerksamkeit bekommen. Zudem haben die Kinder niemanden, an den sie sich in ihrer Not wenden könnten, da die Erwachsenen um sie herum aufgrund ihrer eigenen Traumabiographie traumablind sind. Sämtliche Traumaformen führen dazu, Überlebensstrategien auszubilden, durch die die Betroffenen auch zu Tätern an sich selbst werden, indem sie z. B. stark sein und keine „Gefühle von Schwäche“ zeigen wollen. Die Traumabiographie findet schließlich ihren Höhepunkt darin, dass jemand nicht nur Opfer wird, sondern auch zum Täter an anderen Menschen, die er durch sein Tun oder das Unterlassen notwendiger Unterstützung traumatisiert. Der Täter traumatisiert sich damit auch selbst und muss das Faktum seiner Täterschaft abspalten und Zuflucht zu tatverleugnenden Überlebensstrategien nehmen (z. B. „Ich war es nicht.“ „Ich werde zu Unrecht beschuldigt.“ „Das Opfer ist selbst schuld.“ etc.). Das Trauma der eigenen Täterschaft ziehe dann meist noch weitere Täterschaft nach sich. So schließe sich dann auch der Kreis: Aus den Opfern der ersten Generation werden Ruppert zufolge die Täter der zweiten usw.

## Persönlichkeitsmodell

Modell der nach einem Trauma gespaltenen Persönlichkeit

Zum Überleben einer Traumasituation bzw. der gesamten Traumabiographie ist es notwendig, gesunde psychische Strukturen durch Abspaltung zu blockieren, d. h. den Bezug zur Realität preiszugeben: Bewegungsimpulse erstarren, Wahrnehmungen verschwinden, Gefühle frieren ein und Gedanken werden inhaltsleer und wirr. Durch den Prozess der Spaltung entstehen mehrere Persönlichkeitsanteile: u. a. Überlebens-Anteile (ÜA), Trauma-Anteile (TA) und gesunde Anteile (GA). Ruppert übernahm dieses Modell von der Ego-State-Therapie unter Weglassung des Täterintrojekts. Gerade die Täterintrojekte sind es, die Therapeuten Schwierigkeiten bereiten, gerade wenn diese keine Psychoanalytiker sind.

### Überlebens-Anteil
Der Überlebens-Anteil ist der Schutzmechanismus der Psyche, der in der traumatisierenden Situation das Überleben gesichert hat. So groß sein Nutzen in dieser bedrohlichen Situation ursprünglich war, steht er nun der Auflösung des Traumas am meisten im Wege, da er die vergangene Bedrohung immer noch für real hält. Der Überlebens-Anteil entwickelt daher komplexe Strategien zur Verdrängung der Trauma-Anteile, die von kontrollierendem Verhalten, Verleugnung und Sucht über esoterische Heilslehren bis zur gewaltsamen Unterdrückung anderer Menschen reichen.

### Traumatisierter Anteil
Der Trauma-Anteil beinhaltet, je nach Art des Traumas, die Gefühle von Ohnmacht, Hilflosigkeit, Angst und Schmerz, die in der bedrohlichen Situation nicht zu bewältigen waren und daher abgespalten wurden.
Er verursacht unbewusste Konflikte und wiederholt Situationen, die an die traumatisierende Situation erinnern. In Form von Panikattacken, plötzlichen Wutausbrüchen und kurzen, aber meist heftigen Weinkrämpfen kann er sich manifestieren. Er kommt oft auch in körperlichen Symptomen zum Ausdruck.

### Gesunder Anteil
Nachfolgend einige Eigenschaften, die Ruppert den gesunden Anteilen zuschreibt: Wille zur Wahrheit und Klarheit, Wunsch nach gesunden Beziehungen, Eigenverantwortlichkeit, Realitätsbezug, Willensstärke, Bereitschaft zur Anerkennung traumatischer Erfahrungen. Seine Liste umfasst noch weitere Eigenschaften und erhebt keinen Anspruch auf Vollständigkeit, vielmehr lädt er professionell Arbeitende wie Klienten dazu ein, selber solche Listen anzufertigen. Nur mithilfe der gesunden Anteile eines Menschen können traumatische Gefühle wieder integriert werden.

## Beziehungsformen
In einer Beziehung zwischen zwei Menschen ist es wesentlich, welche Anteile der Interaktionspartner gerade miteinander interagieren. Hier ergeben sich durch die jeweils drei Persönlichkeitsanteile neun mögliche Arten der Interaktion. Es ergeben sich noch mehr Möglichkeiten, wenn das Täterintrojekt auch einbezogen wird. Im Idealfall interagieren die Personen aus ihren gesunden Anteilen heraus, oder zumindest tut dies einer der Partner. So ist es beispielsweise in der Interaktion mit einem Therapeuten die Verantwortung des Therapeuten, aus seinem eigenen gesunden Anteil heraus zu handeln. Interagieren zwei Personen aus Überlebens- oder Trauma-Anteilen heraus miteinander, gestaltet sich die Interaktion problematisch und tendiert zur Eskalation.

## Grundsatz der Therapie
Das wesentliche Ziel einer Psychotherapie im Sinne der Identitätsorientierten Psychotraumatheorie (IoPT) ist die Überwindung der Persönlichkeitsspaltung. Dazu sind im Prinzip drei Prozesse wesentlich:
- Zurückdrängen der Überlebensstrategien, damit die gesunden Anteile mehr Raum bekommen,
- Stärken der gesunden Anteile, vor allem Aufbau eines stabilen Ichs und eines eigenen Willens,
- Begegnung zwischen den gesunden und den traumatisierten Anteilen, um diese schrittweise – gewissermaßen auf Augenhöhe – zu integrieren.

Je nach Art des zu Grunde liegenden Traumas sind die jeweils unterschiedlichen Psychodynamiken bei der Therapie zu berücksichtigen.

## Methode – Arbeit mit dem Anliegen und Identitätsaufstellungen
Franz Ruppert begann 1995, Erfahrungen mit der Methode der Familienaufstellung zu sammeln. Ab 1998 erkannte er, dass diese Methode zwar in der Lage sei, Traumata ans Licht zu bringen, aber bei weitem nicht ausreiche, um Traumata zu heilen. Auf der Basis seines Spaltungsmodells entwickelte er die Aufstellungsmethode zur Traumaaufstellung weiter. Das von ihm ab 2009 bevorzugt verwendete Aufstellungsformat „Aufstellen des Anliegens“ legte den Fokus darauf, dass der Aufstellende selbst bestimmt, womit er sich befassen möchte.

### Vorgehen
Die Therapie findet in Gruppen In 2- bis 3-tägigen Wochenendseminaren oder in Einzeltherapiesitzungen statt. Der Aufstellende schildert zunächst seine aktuelle Situation und wird dann vom Therapeuten aufgefordert, sein Anliegen für eine Aufstellung zu formulieren. In seinem Anliegen kommt zum Ausdruck, wo er in seinem Entwicklungsprozess gerade steht und welcher nächste Schritt in seiner inneren Entwicklung möglich ist. Dieses Anliegen schreibt der Aufstellende auf, in Gruppen möglichst deutlich für alle sichtbar auf eine Flipchart.
Dann wählt der Aufstellende eine Person aus der Gruppe – in der Einzelarbeit kann es der Therapeut sein – für ein erstes Wort in seinem Anliegen und bittet diese Person, mit diesem Wort in Resonanz zu gehen. Nun entsteht ein Austauschprozess zwischen beiden. Wenn der Aufstellende die Information erfasst hat, die ihm der Resonanzgeber anbietet, wählt er das nächste Wort aus seinem Anliegen usw. Während der Aufstellung sind die Resonanzgeber frei, ihre Gefühle, Gedanken und Wahrnehmungen auszudrücken. Außer körperlicher Gewalt, sexuellen Übergriffen und Sachbeschädigungen ist jede Art von Interaktion erlaubt.
Der Therapeut begleitet und beobachtet die Aufstellung solange, bis er eine Intervention für angemessen und hilfreich hält. Er unterstützt den Aufstellenden, ein klareres Bild von seinen inneren psychischen Strukturen zu bekommen, seine Überlebensstrategien zu erkennen und sich mit seinen gesunden Anteilen mehr zu verbinden. Wesentlich ist, dass der Klient am Ende der Aufstellung selbst zufrieden mit dem Ergebnis seines eigenen Prozesses ist. Es ist eine wesentliche Aufgabe des Therapeuten, den Aufstellenden davor zu bewahren, sich selbst in die Situation einer Retraumatisierung zu begeben. Dazu bedarf es einer fundierten Ausbildung des Therapeuten in der Identitätsorientierten Psychotraumatheorie und -therapie.

## Kritik
In einer RBB Reportage (Kontraste) von 15. Dezember 2022 wird Franz Rupert vorgeworfen eine "unwissenschaftliche Methode" einzusetzen:
"Der Münchener Professor Franz Ruppert behauptet, dass ein Großteil der Menschheit früh traumatisiert wurde – das aber vergessen habe. Ruppert will eine Methode entwickelt haben, um die Erinnerungen zurückzuholen. Wissenschaftlich anerkannt ist sie nicht. Mittels so genannter Anliegen-Aufstellungen zeigt er seinen Patientinnen und Patienten die angeblich vergessenen Ereignisse. Sogar Traumatisierungen, die vor der Geburt stattgefunden hätten, könne er so aufdecken. Kontraste-Recherchen zeigen: Auffällig häufig ist das Ergebnis von Rupperts Methode, dass die Patienten sexuelle Gewalt durch ihre Familie erlitten hätten. Fragwürdige Anschuldigungen, die ganze Familien zerstören können."
Auf die Frage "Wie schätzt er die Gefahr ein, dadurch falsche Erinnerungen zu erzeugen?" antwortete Herr Rupert "Also die Gefahr, das Risiko, die Möglichkeit ist immer gegeben. Bei allem, was wir tun. Aber ich kann es nicht verifizieren, indem ich sage, ich habe jetzt so und so viele Fälle, dass sich das da gezeigt hätte."

## Publikationen von Ruppert
- Berufliche Beziehungswelten. Carl-Auer-Systeme Verlag, Heidelberg 2001.
- Verwirrte Seelen. Der verborgene Sinn von Psychosen. Kösel Verlag, München 2003.
- Trauma, Bindung und Familienstellen. Klett-Cotta Verlag, Stuttgart 2005.
- Seelische Spaltung und innere Heilung. Klett-Cotta Verlag, Stuttgart 2007.
- Symbiose und Autonomie. Symbiosetrauma und Liebe jenseits von Verstrickungen. Klett-Cotta Verlag, Stuttgart 2010.
- Trauma, Angst und Liebe. Unterwegs zu gesunder Eigenständigkeit und wie Aufstellungen dabei helfen. Kösel Verlag, München 2012.
- Franz Rupert et al.: Frühes Trauma. Schwangerschaft, Geburt und erste Lebensjahre. Klett-Cotta Verlag, Stuttgart 2014.
- mit Harald Banzhaf (Hrsg.) Mein Körper, mein Trauma mein Ich. Anliegen aufstellen – aus der Traumabiografie aussteigen. Kösel Verlag, München 2017
- Wer bin ich in einer traumatisierten Gesellschaft. Klett-Cotta Verlag, Stuttgart 2018
- Liebe Lust & Trauma. Auf dem Weg zur gesunden sexuellen Identität. Kösel-Verlag, München 2019
- Aufstellungen unter dem Vorzeichen einer mehrgenerationalen systemischen Psychotraumatologie. In: Deutsche Gesellschaft für Systemaufstellungen (Hrsg.): Praxis der Systemaufstellung. Nr. 2/2005, S. 38–45.
- Trauma und symbiotische Verstrickung – von der Familien- zur Traumaaufstellung. In: Zeitschrift für Psychotraumatologie, Psychotherapiewissenschaft, Psychologische Medizin. Nr. 4/2009.